# Peter Swanwick
Peter Swanwick (* 29. September 1922 in Nottingham; † 14. November 1968 in London) war ein britischer Schauspieler.

## Leben
Swanwick hatte sein Schauspieldebüt 1950 in dem Spielfilm Lilli Marlene, der 1981 von Rainer Werner Fassbinder neuverfilmt wurde. Im Jahr darauf spielte er an der Seite von Humphrey Bogart und Katharine Hepburn eine kleine Rolle als deutscher Offizier in African Queen. In den 1950er und 1960er Jahren spielte er Gastrollen in Fernsehserien sowie verschiedene kleinere Nebenrollen in Spielfilmen. Häufig war der ernsthaft wirkende, schon früh glatzköpfige Schauspieler dabei in Rollen als Autoritätsfigur zu sehen.
Seine bekannteste Rolle spielte er zwischen 1967 und 1968 als Supervisor in Patrick McGoohans Kultserie Nummer 6. Swanwick, der seit 1950 mit Nellie Walton verheiratet war, starb nach längeren gesundheitlichen Problemen mit nur 46 Jahren im November 1968.

## Filmografie (Auswahl)
- 1950: Lilli Marlene
- 1951: African Queen (The African Queen)
- 1952: Vom Täter fehlt jede Spur (Lady in the Fog)
- 1952: Nur fünf Tage Zeit (Emergency Call)
- 1954: Verraten (Betrayed)
- 1955: Im Schatten der Zitadelle (The Colditz Story)
- 1956: Jaguar packt zu (Passport to Treason)
- 1958: Der Spion mit den zwei Gesichtern (The Two-Headed Spy)
- 1959: Operation Amsterdam
- 1960: Geheimauftrag für John Drake (Danger Man; Fernsehserie, 1 Folge)
- 1960: Der rote Schatten (Circus of Horrors)
- 1961: Die Verfolger (The Pursuers; Fernsehserie, 1 Folge)
- 1961: Das Geheimnis der gelben Narzissen
- 1962: Die letzte Fahrt von U 153 (Mystery Submarine)
- 1966: Geheimauftrag für John Drake (Danger Man; Fernsehserie, 1 Folge)
- 1966: Das Skandalgirl von Soho (Secrets of a Windmill Girl)
- 1967–1968: Nummer 6 (The Prisoner; Fernsehserie, 8 Folgen)
- 1968: Mit Schirm, Charme und Melone (The Avengers; Fernsehserie, 1 Folge)
- 1968: Der Mann mit dem Koffer (The Man in a Suitcase; Fernsehserie, 1 Folge)
- 1969: Krieg im Spiegel (The Looking Glass War)